# Thomas Philippe Wallrad d’Hénin-Liétard d’Alsace-Boussu de Chimay

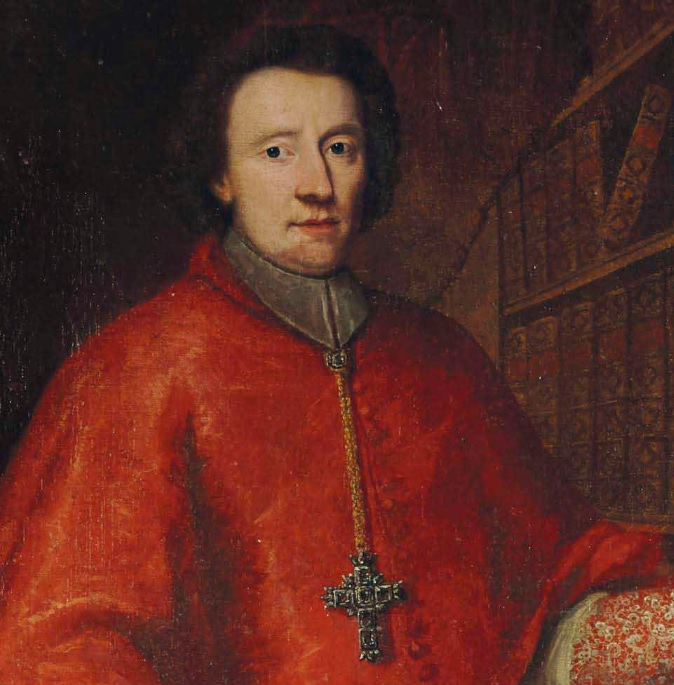
Thomas d'Hénin-Liétard Kardinal d'Alsace, Erzbischof von Mecheln (nach 1715)

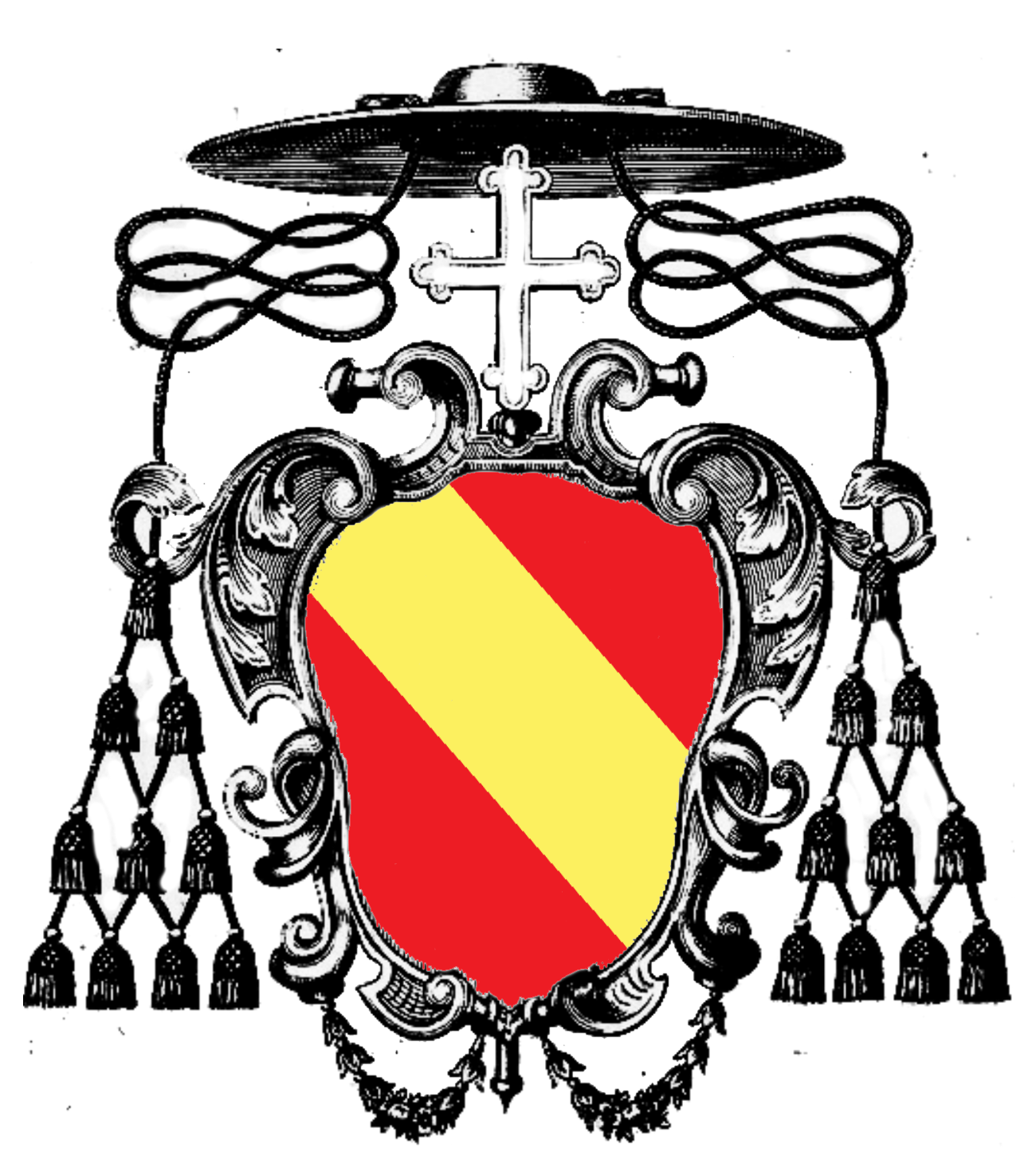
Kardinalswappen (1716)

Thomas Philippe Wallrad d’Hénin-Liétard d’Alsace-Boussu de Chimay (* 12. November 1679 in Brüssel; † 5. Januar 1759 in Mechelen) war ein flämischer Geistlicher, Erzbischof von Mecheln und Kardinal der Römischen Kirche.

## Leben

### Kindheit und Studien
Er wurde als zweiter Sohn von Philippe Louis d'Hénin-Liétard d'Alsace, Graf von Boussu und Fürst von Chimay, und Anne-Louise Verrycken, Tochter des Baron von Impden, in das flämische Adelshaus Hénin-Liétard geboren und einen Tag nach seiner Geburt, am 13. November 1679 getauft.
Schon als Kind war er für eine geistliche Laufbahn bestimmt, er empfing am 29. November 1690 im Alter von elf Jahren die Tonsur. Den ersten Unterricht erhielt er von Jesuiten. Zunächst studierte er in Köln und ging dann nach Rom, wo er im Collegio Germanico wohnte und das Päpstliche Athenäum San Apollinare besuchte. Danach setzte er seine Studien an der Päpstlichen Universität Gregoriana in Rom fort, wo er am 28. August 1702 in Philosophie und Theologie promoviert wurde; er war der erste, der seine Thesen vor einem Gremium von Geistlichen und Gelehrten öffentlich verteidigte.

### Kirchliche Laufbahn
Bereits als Jugendlicher war der spätere Kardinal d'Alsace Domherr von Gent, 1695 wurde er dort Dompropst. Die Niedere Weihen empfing er am 24. August 1698, die Weihe zum Subdiakon am 12. Juni 1701 und am 2. November 1701 erfolgte seine Diakonenweihe. Am 15. Oktober 1702 empfing er die Priesterweihe. Er war Ehrenkaplan von Papst Clemens XI. und Generalvikar der Diözese Gent in Abwesenheit des Bischofs. Päpstlicher Hausprälat wurde er am 20. August 1712. Im Jahr 1713 wollte der Papst ihn zum Bischof von Ypern ernennen, doch der Kaiser schlug ihn für den Erzbischofssitz von Mecheln vor.
Am  16. Dezember 1715 wurde er zum Erzbischof von Mecheln gewählt und am 19. Januar 1716 spendete ihm in der Jesuitenkirche in Wien der Päpstliche Nuntius in Österreich Giorgio Spinola die Bischofsweihe; Mitkonsekratoren waren László Erdödy, Bischof von Nitra, und Sigismund von Kollonitz, Bischof von Vác.
Im Konsistorium vom 29. November 1719 wurde d'Alsace von Papst Clemens XI. zum Kardinal kreiert, worauf er am 16. Juni 1721 als Kardinalpriester die Titelkirche San Cesareo in Palatio erhielt. Er nahm am Konklave 1721 teil, bei dem Innozenz XIII. als Papst gewählt wurde. Am 2. Dezember 1733 erhielt er die Titelkirche Santa Balbina. Er nahm am Konklave 1740 teil, das Papst Benedikt XIV. wählte, und blieb bis Mai 1741 in Rom. Nachdem er Kardinalprotopriester geworden war, erhielt er am 17. Juli 1752 als Titelkirche San Lorenzo in Lucina, die traditionsgemäß dem Kardinalprotopresbyter zusteht.

### Tod
Kardinal d'Alsace starb am 5. Januar 1759 in Mecheln und wurde in der Kathedrale von Mecheln, seiner Bischofskirche, beigesetzt. Er war der letzte noch von Papst Clemens IX. kreierte Kardinal.